# Epipliopithecus vindobonensis
Epipliopithecus vindobonensis es una especie extinta de primate catarrino de la familia Pliopithecidae que vivió a mediados del Mioceno. 
El material fue encontrado en una fisura de un depósito en una roca en Neudorf, en la parte más Sur de los Cárpatos,en el Brode Este de la cuenca de Viena. La roca es de caliza gris y dolomita formada en el Mesozoico o quizás en el Jurásico.